# Rio Pato Branco
Der Rio Pato Branco ist ein etwa 58 km langer linker Nebenfluss des Rio Chopim im Süden des brasilianischen Bundesstaats Paraná.

## Etymologie
Pato Branco bedeutet auf Deutsch weiße Ente.

## Geografie

### Lage
Das Einzugsgebiet des Rio Pato Branco befindet sich auf dem Terceiro Planalto Paranaense (Dritte oder Guarapuava-Hochebene von Paraná).

### Verlauf
Sein Quellgebiet liegt im Munizip Mariópolis auf 904 m Meereshöhe. Es liegt etwa 5 km südlich des Hauptorts an der Verbindungsstraße von Mariópolis nach São Domingos im Staat Santa Catarina etwa 700 m nördlich der Staatsgrenze, die auf der Wasserscheide zwischen Rio Iguaçu und Rio Uruguay verläuft.
Der Fluss verläuft überwiegend in nördlicher Richtung. Er bildet ab der linksseitigen Einmündung des Rio Pinheiros die Grenze von Pato Branco zum Munizip Mariópolis und ab der rechtsseitigen Mündung des Rio Lageado Palmital zum Munizip Clevelândia. Er mündet auf 560 m Höhe von links in den Rio Chopim. Er ist etwa 58 km lang.

### Munizipien im Einzugsgebiet
Am Rio Pato Branco liegen die drei Munizipien Mariópolis, Clevelândia und Pato Branco.